# قائمة المليارديرات الماليزيين
هذه قائمة بالمليارديرات الماليزيين بناءً على تقييم سنوي للثروة والأصول جمعته ونشرته مجلة فوربس في عام 2020.

## 2020 قائمة المليارديرات الماليزيين
| ترتيب العالمي | اسم                 | المواطنة | صافي الثروة (بالدولار الأمريكي) | مصدر الثروة                         |
| ------------- | ------------------- | -------- | ------------------------------- | ----------------------------------- |
| 141           | روبرت كيوك          | ماليزيا  | 9.6 مليار                       | زيت النخيل والشحن والممتلكات        |
| 147           | كويك لينغ تشان      | ماليزيا  | 9.2 مليار                       | الخدمات المصرفية والممتلكات         |
| 361           | أناندا كريشنان      | ماليزيا  | 4.7 مليار                       | الاتصالات والوسائط والخدمات النفطية |
| 437           | تشن ليب كيونج       | ماليزيا  | 4.1 مليار                       | الكازينوهات والممتلكات والطاقة      |
| 514           | لي يو تشور ويو سينغ | ماليزيا  | 3.6 مليار                       | زيت النخيل والممتلكات               |
| 538           | تيه هونغ بياو       | ماليزيا  | 3.5 مليار                       | الخدمات المصرفية                    |
| 804           | كوان كام هون        | ماليزيا  | 2.6 مليار                       | قفازات اصطناعية                     |
| 1063          | ليم كوك تاي         | ماليزيا  | 2 بليون                         | الكازينوهات                         |
| 1267          | لاو تشو كون         | ماليزيا  | 1.7 مليار                       | زيت النخيل والممتلكات               |
| 1613          | كون بوه كيونج       | ماليزيا  | 1.3 مليار                       | الألومنيوم                          |
| 1613          | ليم وي تشاي         | ماليزيا  | 1.3 مليار                       | قفازات مطاطية                       |
| 1851          | جيفري تشيه          | ماليزيا  | 1.1 مليار                       | خاصية                               |